# Miringite bolhosa
A miringite bolhosa é a inflamação da membrana timpânica que ocorre em associação com a otite média aguda, na qual bolhas estão presentes na membrana timpânica. A miringite bolhosa ocorre em aproximadamente 5% dos casos de otite média aguda em crianças com menos de dois anos de idade. A distribuição de patógenos virais e bacterianos nos casos de miringite bolhosa é similar à encontrada em casos de otite média aguda sem bolhas. O tratamento e prognóstico também são semelhantes aos da otite média aguda sem bolhas.